# حزب الأصالة الموريتانية
حزب الأصالة الموريتانية هو حزب سياسي في موريتانيا. يقوده محمد محمود الغراشي.

## التاريخ
فاز الحزب بمقعد واحد في انتخابات 2013 البرلمانية.